# Cerodontha crassiseta
Cerodontha crassiseta este o specie de muște din genul Cerodontha, familia Agromyzidae. A fost descrisă pentru prima dată de Gabriel Strobl în anul 1900. Conform Catalogue of Life specia Cerodontha crassiseta nu are subspecii cunoscute.